# قبول الجماعات الدينية للتطور
على الرغم من المعارضة والانتقاد الشديدين التي يلقاها التطور من قبل بعض الجماعات الدينية، تتبنى الكثير من الجماعات الأخرى الموقف العلمي. أحيانًا مع بعض الإضافات للسماح بالاعتبارات اللاهوتية. تصف هذه الجماعات موقفها باستخدام عدة مصطلحات منها: «التطور الإلهي» و«التطور الإيماني» و«التطور الخلقي». يؤمن أنصار التطور الإلهي بوجود إله، وأن هذا الإله هو الخالق لمادة الكون والحياة النابعة منها، وأن التطور هو عملية طبيعية ضمن مراحل الخلق. التطور من وجهة النظر الإلهية هذه هو أداة استخدمها الله لخلق البشر. وفقًا للاتحاد العلمي الأمريكي، وهو رابطة تجمع لعلماء مسيحيين:
«تقترح نظرية التطور الإلهي، أو كما تدعى بالتطور الخلقي، أن طريقة الله في الخلق كانت بتصميم كون يمكن لكل ما فيه التطور من ذاته. عادة ما تعني كلمة التطور في عبارة التطور الإلهي التطور الكلي، بما فيه التطور الفلكي والجيولوجي والكيميائي والبيولوجي، إلا أنها في الواقع تشير فقط إلى التطور البيولوجي».
تبعًا ليوجين سكوت، مدير المركز الوطني لتعليم العلوم في الولايات المتحدة، «بطريقة أو بأخرى، يعد التطور الإلهي وجهة نظر الخلق التي يتم تدريسها في غالبية المعاهد الدينية البروتستانتية الرئيسية، وهو الموقف الرسمي للكنيسة الكاثوليكية».
لا يعدَ التطور الإلهي ليس نظرية علمية، وإنما هو وجهة نظر اعتقادية دينية خاصة تصف كيف يمكن تأويل الاكتشافات إلى تم التوصل إليها في علم الأحياء التطوري لتتناسب مع المعتقدات الدينية. يمكن النظر لأنصار التطور الإلهي على أنهم إحدى المجموعات التي ترفض أطروحة الصراع بخصوص العلاقة بين الدين والعلم، ويرون أن النظريات العلمية والدين لا يتعارضان بالضرورة، وكان عالم الأحياء الشهير ستيفن جاي غولد أحد أكبر أنصار هذه النظرية. يطلق أحيانًا على متبني وجهة النظر هذه اسم «الداروينين المسيحيين».

## القبول
تعتبر وجهة النظر هذه مقبولة من من معظم الكنائس المسيحية، من بينها الكنيسة الكاثوليكية، والكنيسة الإنجيلية اللوثرية الأمريكية، والكنيسة الأسقفية الأمريكية، وبعض الكنائس البروتوستانتية التقليدية الأخرى؛ وتقريبًا جميع الطوائف اليهودية وجماعات دينية أخرى لا تمتلك موقفًا واضحًا فيما يتعلق بالنصوص الدينية. يقبل العديد من رجال الدين المسيحيين وجهة النظر هذه ويؤكدون انفتاحهم عليها، من بينهم عالم اللاهوت بنجامين بريكنريدج وورفيلد والمبشر المسيحي الإنجيلي البارز بيلي غراهام. أظهر استطلاع أجري عام 2007 بأن نسبة التقبل من قبل البوذيين الأمريكيين والهندوس واليهود كانت أعلى بين أقرانهم من الجماعات المسيحية الأخرى. في استطلاع أجراه مؤخرًا عالم الفيزياء ماكس تيغمارك حول «كيف تنظر المجتمعات الدينية الأمريكية المختلفة إلى العلم، ولا سيما التطور وعلم كون الانفجار العظيم». أظهر تقرير نشرته مؤسسة غالوب بأن 46% من الأمريكيين يؤمنون بأن الله خلق الجنس البشري الحالي منذ أقل من 10 آلاف سنة مضت، إلّا أنه فقط نسبة 11% ممن ينتمون لجماعات دينية يرفضون التطور رفضًا صريحًا.
مع اتباع النهج العلمي المتمثل في التطور، عادة تُفسر قصص الخلق الموجودة في الكتب الدينية على أنها مجازية في الطبيعة ليس إلّا (أي أنها قصص تُحكى للوعظ والاعتبار وضرب المثل). يعتبر كل من المسيحيين واليهود فكرة أسطورة الخلق في العهد القديم على أنه مجرد حكاية مجازية بدلًا من كونه شرحًا تاريخيًا قبل وقت طويل من ظهور النظرية الداروينية. ومن الأمثلة على ذلك كانت كتابات القديس أوغسطين العائدة للقرن الرابع الميلادي، (إلا أنه في وقت لاحق رفض المجاز لصالح التفسير الحرفي). اعتبر القديس أوغسطين أن مفردات الضوء واليوم والصبح التي وردت في سفر التكوين حملت معنىً روحيًا وليس فيزيائيًا. يرى أوغسطين بأن خلق «صباح روحي» هو حدث تاريخي يوازي خلق الضوء المادي. قال أو غسطين في عمل لاحق له: «هنالك بعض من يعتقدون بأن كل ما فعله الله هو خلق الكون، وأما كل ما هو موجود ضمن الكون، هو من صنع العالَم نفسه طبقًا لأحكام الرّب وأوامره، لكن الله نفسه لا يصنع شيئًا». أمّا بالنسبة للأمثلة اليهودية المشابهة في اعتبار أسطورة الخلق حكاية مجازية نراها في مؤلفات فيلون السكندري العائدة للقرن الأول ميلادي، ومؤلفات موسى بن ميمون العائدة للقرن الثاني عشر ميلادي، ومؤلفات جرسونيدس العائدة للقرن الثالث عشر ميلادي.

يجادل الكثيرون من أنصار التطور الإلهي بأنه من غير اللائق استخدام سفر التكوين ضمن إطار علمي، باعتبار أنه كتب قبل عصر العلم وهو موجه بصورة أساسية كمجموعة من التعاليم الدينية؛ وبذلك علينا الأخذ بقصص الخلق على أنها أعمال أدبية. ربما يعتقد المؤمنون بالتطور الإلهي أن الخلق ليس عبارة عن عملية حلصت في غضون أسبوع فقط، وإنما هو عملية بدأت منذ بداية الوقت واستمرت حتى الوقت الحاضر بما فيه اليوم. تؤكد هذه النظرية على أن الرب هو من خلق العالم وهو المسبب الأساسي لوجودنا. اعتبرت هذه إحدى الطرق المتبعة لتفسير النصوص الإنجيلية مثل سفر التكوين، والذي يبدو على أنه يتعارض مع النظريات العلمية، مثل التطور.
| \| الاختلافات بين الأديان إزاء قبول التطور (الولايات المتحدة عام 2007) نسبة الذين يوافقون بأن التطور هو أفضل تفسير يشرح أصل حياة الإنسان على الأرض المصدر: مركز بيو للأبحاث[11] \| الاختلافات بين الأديان إزاء قبول التطور (الولايات المتحدة عام 2007) نسبة الذين يوافقون بأن التطور هو أفضل تفسير يشرح أصل حياة الإنسان على الأرض المصدر: مركز بيو للأبحاث[11] \| الاختلافات بين الأديان إزاء قبول التطور (الولايات المتحدة عام 2007) نسبة الذين يوافقون بأن التطور هو أفضل تفسير يشرح أصل حياة الإنسان على الأرض المصدر: مركز بيو للأبحاث[11] \| الاختلافات بين الأديان إزاء قبول التطور (الولايات المتحدة عام 2007) نسبة الذين يوافقون بأن التطور هو أفضل تفسير يشرح أصل حياة الإنسان على الأرض المصدر: مركز بيو للأبحاث[11] \| الاختلافات بين الأديان إزاء قبول التطور (الولايات المتحدة عام 2007) نسبة الذين يوافقون بأن التطور هو أفضل تفسير يشرح أصل حياة الإنسان على الأرض المصدر: مركز بيو للأبحاث[11] \| \| ---------------------------------------------------------------------------------------------------------------------------------------------------------------------------- \| ---------------------------------------------------------------------------------------------------------------------------------------------------------------------------- \| ---------------------------------------------------------------------------------------------------------------------------------------------------------------------------- \| ---------------------------------------------------------------------------------------------------------------------------------------------------------------------------- \| ---------------------------------------------------------------------------------------------------------------------------------------------------------------------------- \| \| \| \| \| \| \| \| بوذيون \| بوذيون \| \| 81% \| 81% \| \| هندوس \| هندوس \| \| 80% \| 80% \| \| يهود \| يهود \| \| 77% \| 77% \| \| مستقلون دينيًا \| مستقلون دينيًا \| \| 72% \| 72% \| \| كاثوليك \| كاثوليك \| \| 58% \| 58% \| \| أرثوذكس \| أرثوذكس \| \| 54% \| 54% \| \| بروتستانت تقليديون \| بروتستانت تقليديون \| \| 51% \| 51% \| \| مسلمون \| مسلمون \| \| 45% \| 45% \| \| بروتستانت سود تاريخيًا \| بروتستانت سود تاريخيًا \| \| 38% \| 38% \| \| بروتستانت إنجيليون \| بروتستانت إنجيليون \| \| 24% \| 24% \| \| مورمون \| مورمون \| \| 22% \| 22% \| \| شهود يهوه \| شهود يهوه \| \| 8% \| 8% \| \| مجموع سكان الولايات المتحدة \| مجموع سكان الولايات المتحدة \| \| 48% \| 48% \| |                             |  |     |     |
| الاختلافات بين الأديان إزاء قبول التطور (الولايات المتحدة عام 2007) نسبة الذين يوافقون بأن التطور هو أفضل تفسير يشرح أصل حياة الإنسان على الأرض المصدر: مركز بيو للأبحاث |                             |  |     |     |
| |                             |  |     |     |
| بوذيون | بوذيون                      |  | 81% | 81% |
| هندوس | هندوس                       |  | 80% | 80% |
| يهود | يهود                        |  | 77% | 77% |
| مستقلون دينيًا | مستقلون دينيًا               |  | 72% | 72% |
| كاثوليك | كاثوليك                     |  | 58% | 58% |
| أرثوذكس | أرثوذكس                     |  | 54% | 54% |
| بروتستانت تقليديون | بروتستانت تقليديون          |  | 51% | 51% |
| مسلمون | مسلمون                      |  | 45% | 45% |
| بروتستانت سود تاريخيًا | بروتستانت سود تاريخيًا       |  | 38% | 38% |
| بروتستانت إنجيليون | بروتستانت إنجيليون          |  | 24% | 24% |
| مورمون | مورمون                      |  | 22% | 22% |
| شهود يهوه | شهود يهوه                   |  | 8%  | 8%  |
| مجموع سكان الولايات المتحدة | مجموع سكان الولايات المتحدة |  | 48% | 48% |

## وجهات النظر حسب المعتقد
تقبل العديد من المنظمات الدينية نظرية التطور، إلا أن التفسيرات اللاهوتية المتعلقة بها تختلف من منظمة لأخرى. إضافة إلى أنه من الممكن لأفراد أو حركات ضمن هذه ألا تقبل بالنظرية، كما أن العديد من المواقف تجاه التطور تطورت على مر التاريخ. يوجد هناك تباين ملحوظ في معدل قبول نظرية التطور بين مختلف البلدان، إذ بيّنت الدراسات أن معدل قبول التطور في الولايات المتحدة أقل مما هو عليه في أوروبا أو اليابان (فقط تركيا هي من تمتلك معدل أقل من 34 دولة أخرى شملتها الدراسة)، كما يمكن أن تختلف مواقف الجماعات الدينية بين دولة وأخرى.

### البهائية
في الديانة البهائية، كتب عبد البهاء ابن مؤسس الديانة حول أصل الحياة. جزء أساسي من تعاليم عبد البهاء حول التطور هو اعتقاده بأن الحياة كلها جاءت من أصل واحد: «أصل جميع أشكال الحياة واحد». ويقول بأن التنوع الشامل لأشكال الحياة انبثق من هذا الأصل الواحد: «انظر إلى هذا العالم المليء بالمخلوقات، كم هنالك من تنوع في أشكال الحياة، إلا أنها تشترك جميعها في أصل واحد». يوضح بكلامه بأن عملية تدريجية بطيئة هي من أدت إلى ظهور كيانات معقدة.

### المسيحية
يتناقض التطور مع التفسير الحرفي لسفر التكوين؛ مع ذلك، فإن اتباع الحرفية فيما يتعلق بقصة الخلق غير إلزامي عند كل من الكاثوليك ومعظم الطوائف البروتستانتية المعاصرة. ينظر المسيحيون إلى سفر التكوين على كونه اعتبارات مجازيًا منذ وقت طويل قبل ظهور نظرية دارون في التطور، أو مبدأ هوتون في الوتيرة الواحدة. من الأمثلة على ذلك كانت كتابات القديس أوغسطين من القرن الرابع الميلادي، والذي جادل بوجهة نظر لاهوتية أن كل شيء في الكون خلقه الله في لحظة واحدة وليس في ستة أيام كما يظهر من التفسير الحرفي لسفر التكوين. يدافع بعض اللاهوتيين المعاصرين مثل ميرديث كلاين وهنري بلوشر عما يعرف الآن بالتفسير الحرفي لسفر التكوين.

### الإسلام
قسم كبير من المسلمين لا يؤمنون بأصل الأنواع من سلف مشترك عن طريق التطور لأنهم يعتقدون أنه قد يكون غير متوافق مع القرآن . أحد علماء شبه القارة الهندية الدكتور إسرار أحمد ومعظم أتباعه يقبلون نظرية التطور لأنه وفقا لهم فإن القرآن نفسه يحتوي على إشارات إلى الحساء البدائي ممتدة في سور مختلفة وحدث السجود لآدم لا يبطل التطور بل يعززه . ومن بين الذين يقبلون التطور، يعتقد الكثيرون أن البشرية كانت خليقة خاصة من الله. على سبيل المثال، قال الشيخ نوح هام كيلر، وهو مسلم أمريكي ومتخصص في الشريعة الإسلامية، في كتابه الإسلام والتطور  أن الإيمان بالتطور الكبير لا يتعارض مع الإسلام، طالما أنه من المقبول أن "الله هو خالق البشر". كل شيء" (القرآن 13:16) وأن الله خلق الإنسانية على وجه التحديد (في شخص آدم؛ القرآن 38: 71-76). لكن الشيخ كيلر يقول في استنتاجه:
ديفيد سولومون جلاجل، مؤلف إسلامي، يعلن وجهة نظر آدمية استثنائية للتطور والتي تشجع الاستخدام اللاهوتي للتوكوف ؛ التواقف هو عدم إقامة الحجة لصالح أو ضد أمر لم يرد فيه نص في الكتاب المقدس.  مع التواقف ، يعتقد جلاجل أن خلق آدم لا يشير بالضرورة إلى بداية البشرية لأن القرآن لم يوضح ما إذا كان البشر كانوا على الأرض قبل نزول آدم أم لا.  ونتيجة لذلك، يحتج الجلاجل بالتوكف الذي يوحي بإمكانية وجود البشر أو عدم وجودهم قبل ظهور آدم على الأرض، مع إمكانية وجود أي من المعتقدين بسبب القرآن، وأنه من الممكن اختلاط بني آدم وغيرهم. البشر قد يكون أو لا يحدث.  وبالتالي فإن وجود آدم هو معجزة لأن القرآن ذكر ذلك مباشرة، لكنه لا يؤكد أنه لا يوجد بشر يمكن أن يكونوا موجودين وقت ظهور آدم على الأرض ويمكن أن يكونوا نتيجة التطور. .  تتناقض وجهة النظر هذه مع نظرية الخلق والاستثناء البشري، معلنة في النهاية أنه يمكن النظر إلى التطور دون تعارض مع الإسلام، وأن المسلمين يمكنهم إما قبول أو رفض "التطور البشري بناءً على مزاياه العلمية دون الرجوع إلى قصة آدم". 
يرى الكثير من المسلمين أن نظرية التطور البشري يمكن جعلها متوافقة مع العقيدة الإسلامية إذا تم النظر إلى الأنواع البشرية التي تطورت من الأسترالوبيث (مثل هابيليس ، ورودولفينسيس ، وإريكتوس ، وما إلى ذلك) على أنها مجرد "بشر زائفين". بينما كان آدم أول "إنسان حقيقي" أو مجرد إنسان بشكل عام. وهكذا، يمكن ملاحظة أن الله خلق البشر الأوائل (البشر الحقيقيين) الذين كانوا آدم وحواء بمعجزة أو خلق خاص، في حين أن البشر الزائفين كانوا مخلوقات تطورية من الله. يمكن للكائنات الحية المتشابهة أو القريبة من الناحية البيولوجية أن تتزاوج في عملية تعرف باسم التهجين . عادةً ما يكون سبب التشابه الجيني الذي يسمح بالتهجين هو وجود سلف مشترك قريب جدًا. ومع ذلك، بما أن آدم وحواء كانا من مخلوقات الله الخاصة، فيمكن تجاوز هذه المشكلة تمامًا لأن الله يمكن أن يخلقهما بنفس الوراثة. بعد ذلك، التقى أحفاد آدم وحواء في وقت لاحق (وليس حتى أحفاد الأحفاد، ولكن بعد ذلك بكثير) مع البشر الزائفين ثم تم تهجينهم معهم. نسل مثل هذا الوالد (إنسان حقيقي قبل التهجين وإنسان زائف) سيكون من نسل آدم وحواء، وكذلك LUCA وجميع الأسلاف المشتركين الآخرين بينهما؛ وسيكون النسل أيضًا إنسانًا حقيقيًا. لذا، إذا حدث مثل هذا الحدث، فإن جميع البشر الذين جاءوا بعد ذلك (بما في ذلك البشر المعاصرون ) هم في نفس الوقت من نسل آدم وحواء، بالإضافة إلى أسلاف مشتركين آخرين يضعهم علماء الأحياء التطورية في نظريتهم.
إذن، فإن هذا الرأي يعترف بأن آدم كان الإنسان الأول وأنه مخلوق خاص من الله لم يكن له أي أسلاف، كل ذلك مع الاعتراف بأن البشر المعاصرين لديهم أسلاف مشتركين مع الكائنات الحية الأخرى، كل ذلك مع الاحتفاظ بالرأي القائل بأن البشر هم مخلوقات الله الفريدة والكائنات الحية الأخرى لا تزال من خلق الله، مع الاعتراف بأن بعض أنواع الإنسان مثل الهابيليس ( البشر الزائفون ) قد خلقها الله من خلال التطور كآلية من الأسترالوبيث. ويعتبر آدم وحواء وأحفادهما قبل التهجين نوعا من الأنواع البشرية غير المعروفة التي لم يتم العثور على حفرياتها بعد، وبالتالي فهي منفصلة عن النظرية المعيارية للتطور. يحافظ هذا على وجهة نظر الإجماع العلمي حول كيفية تطور الإنسان (من الانتصاب إلى هايدلبرغ، ومن هايدلبرغ إلى العاقل، وما إلى ذلك) دون تغيير وجهات النظر الموجودة بالفعل بينما يعتبر ببساطة أن أحد الأنواع من بينها كان نتاج نوعين، وليس نوعًا واحدًا فقط. وهذا يعطي أيضًا سببًا عقائديًا لذكر آدم وحواء، إذ ربما ذكره الله في القرآن فقط لأنه سيكون من المستحيل على البشر اكتشافهما وإثباتهما تجريبيًا؛ وبما أنه كان خلقًا خاصًا من مخلوقات الله عاش في السماء في البداية وكان أول نبي وأول مسلم أو خادم الله، فإن هناك أهمية أكبر وراءه إلى جانب كونه أبًا للبشرية. ينظر هذا إلى العلم والدين باعتبارهما مصدرين مستقلين للحقيقة يوفران الحقائق في مجالاتهما الخاصة والتي يمكن أن تكون متوافقة ومؤمن بها في نفس الوقت. لذلك، ليست هناك حاجة لوجود الصراع. ربما حدث المزيد من التطور كما خطط له الله بعد التهجين وقبل التهجين بين نسل آدم بحيث يظلون بشرًا حقيقيين.
وهذا الرأي مشابه للاستثناء الآدمي. إلا أن هناك بعض الاختلافات اللاهوتية التي تحل النزاعات المتعلقة بهوية آدم باعتباره الإنسان الأول. يشرح هذا الرأي كيف كان من الممكن أن يكون آدم أول إنسان وأب للإنسانية حتى مع كون بعض الأنواع البشرية نتاجًا تطوريًا من أجناس أخرى. وهذا يفسر أيضًا كيف تمكن نسل آدم من البقاء على قيد الحياة من الاختناق الوراثي الشديد لأن التهجين من شأنه أن يجلب أصنافًا وراثية كافية للبقاء على قيد الحياة، حيث يجادل الكثير من المسلمين بأن "الله خلق البشر الزائفين من خلال التطور فقط بسبب ذلك. لذلك، يخدم كل من البشر الحقيقيين والمزيفين" أو أدى غرضا". وهذا يعني أيضًا أن آدم وحواء وأحفادهما لعبوا دورًا حاسمًا في تشكيل التطور البشري حيث أن التهجين من شأنه أن يغير الأجيال القادمة بشكل جذري. لذا، لكان التطور البشري قد ذهب إلى اتجاه مختلف تمامًا بدونها.